# ماتياس جوان
ماتياس جوان (بالفرنسية: Matthias Jouan)‏ (4 فبراير 1984 بكاين في فرنسا - ) هو لاعب كرة قدم فرنسي في مركز الوسط. لعب مع نادي روان ونادي غرانفيل ونادي كاين ونادي كويفيلي وUSJA Carquefou ‏ وUSON Mondeville ‏ وJura Sud Foot ‏.

## وصلات خارجية
- ماتياس جوان على موقع قاعدة بيانات كرة القدم.إي يو (الإنجليزية)
- ماتياس جوان على موقع Soccerway.com (الإنجليزية)